# Западный край (Российская империя)

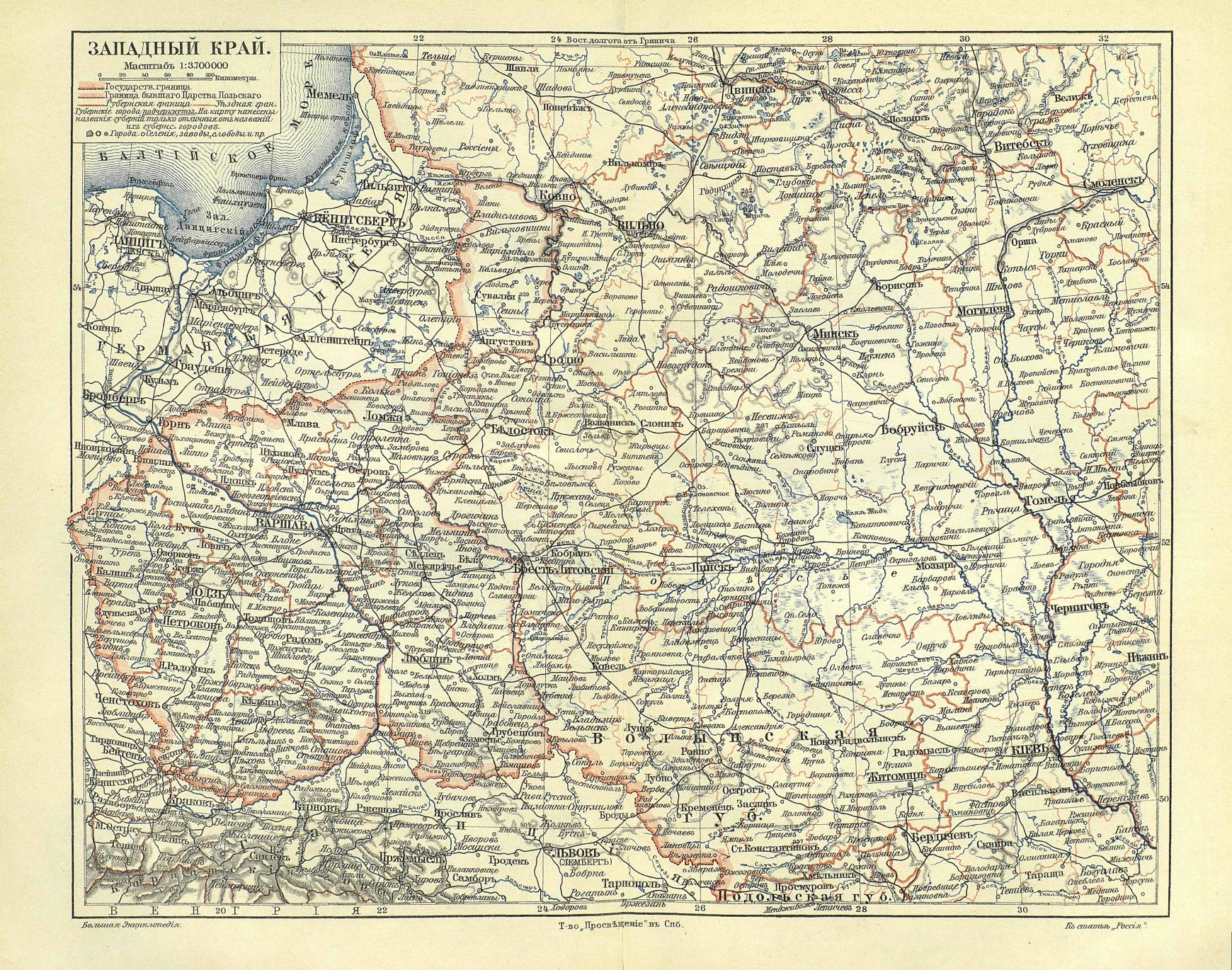
Карта Западного края Российской империи из Большой энциклопедии Южакова

За́падный край — бывшие территории Речи Посполитой, вошедшие в состав Российской империи в период от Первого раздела Речи Посполитой (1772) до Тильзитского мира (1807), а также присоединённый во второй половине XVII века район Киева. К началу XX века составляли девять губерний:
- Виленская губерния
- Ковенская губерния
- Гродненская губерния
- Минская губерния
- Могилёвская губерния
- Витебская губерния
- Киевская губерния
- Волынская губерния
- Подольская губерния

Основное население — украинцы (Волынь, Подолье, Киевщина и Дикое поле), белорусы (Минщина, Полесье за исключением части из Царства Польского, Полочызна и Мстиславские), поляки (Виленщина, Гроденщина, Белостощина и Подляшье, Селия и Ковенщина вместе с литовцами) и литовцы (Жемайтия и Ковенщина вместе с поляками). Жили также евреи, русские, немцы, латыши и другие народы.
Курляндская губерния, вошедшая в 1795 году вследствие присоединения зависимой от Речи Посполитой Курляндии и Семигалии, была отнесена к Прибалтийскому краю в силу немецкого языка делопроизводства и администрации.
После упразднения Западного края под этим термином обычно понимали первые шесть губерний из приведённого выше списка.

## Территория, составляющая Западный край
К Западному краю относят утраченное при I разделе (1772) Инфлянтское воеводство, северную часть Полоцкого воеводства, Мстиславское воеводство, Витебское воеводство и северо-восточную часть Минского воеводства (около 92 тыс. км²). Утраченное при II разделе (1793) Киевское воеводство, Брацлавское, часть Подольского, восточная часть Волынского и Берестейского, остальная часть Минского и часть Виленского воеводств (около 250 тыс. км²). Утраченное при III разделе остальные земли Великого княжества Литовского и земли на восток от Буга (около 120 тыс. км²) и Белостокская область присоединённая Россией по Тильзитскому миру в 1807 году. Составляет более 462 тыс. км².
Западный край разделяли на Юго-Западный край (Волынская, Подольская и Киевская губернии) и Северо-Западный край (Виленская, Ковенская, Гродненская, Минская, Могилёвская и Витебская губернии).